# Jardín Exótico de Roscoff
El Jardín Exótico de Roscoff ( en francés: Jardin Exotique de Roscoff) es un jardín botánico de 1.6 Hectáreas de extensión, de propiedad departamental y administración privada en Roscoff, Francia.

## Localización
Jardin Exotique de Roscoff Roc'h Hievec, Roscoff, Finistère, Bretagne, France-Francia.
Planos y vistas satelitales.48°42′57.96″N 3°58′13.08″O / 48.7161000, -3.9703000
Está abierto a diario. Se cobra una tarifa de entrada.
- Promedio Anual de Lluvias: 880 mm.

## Historia
El jardín fue creado en 1986 cuando el departamento de Finistère compró los terrenos rocosos de "Roc'h Hievec", y un grupo de amantes de la Naturaleza interesados en las plantas subtropicales pertenecientes a la asociación creada en el año 1901 G.R.A.P.E.S. (Groupement Roscovite des Amateurs de Plantes Exotiques et Subtropicales), decidió crear un jardín en el lugar.
Su fundador fue Daniel Person (empresario hostelero de Roscoff), quien tuvo la idea de utilizar los terrenos departamentales del "Roc'h Hievec", que se ubican al borde del mar (con un espectacular mirador a 18 metros sobre el mar), para la creación del jardín botánico.

## Colecciones botánicas
Actualmente alberga unas 3.350 plantas procedentes del Hemisferio Sur, incluyendo Australia, Nueva Zelandia, China, Islas Canarias, y Sudamérica.
Alberga las "Collections Nationales" CCVS de la familia de las Restionaceae (2005), y del género Aeonium (2007) así como las "Collections Agrées" CCVS de Protea (2005), Kniphofia (2005) y Melianthus (2005).
- Colección de Eucalyptus con más de 100 especies diferentes,
- Plantas procedentes de Australia, Callistemon, Melaleuca, Grevillea, Hakea, Banksia, helechos arborescentes,
- Colección de palmeras,
- Colección de suculentas con cactus, agave, aloe, crassula, Sedum mexicanos, etc.),
- Colección de bulbos de África del Sur y de Sudamérica, Amaryllis...

Las plantas no están clasificadas por continentes sino expuestas de un modo «natural» paisajista. Muchas de ellas anuales con Echium, Pelargonium Geranium, Fuchsia, Passiflora.

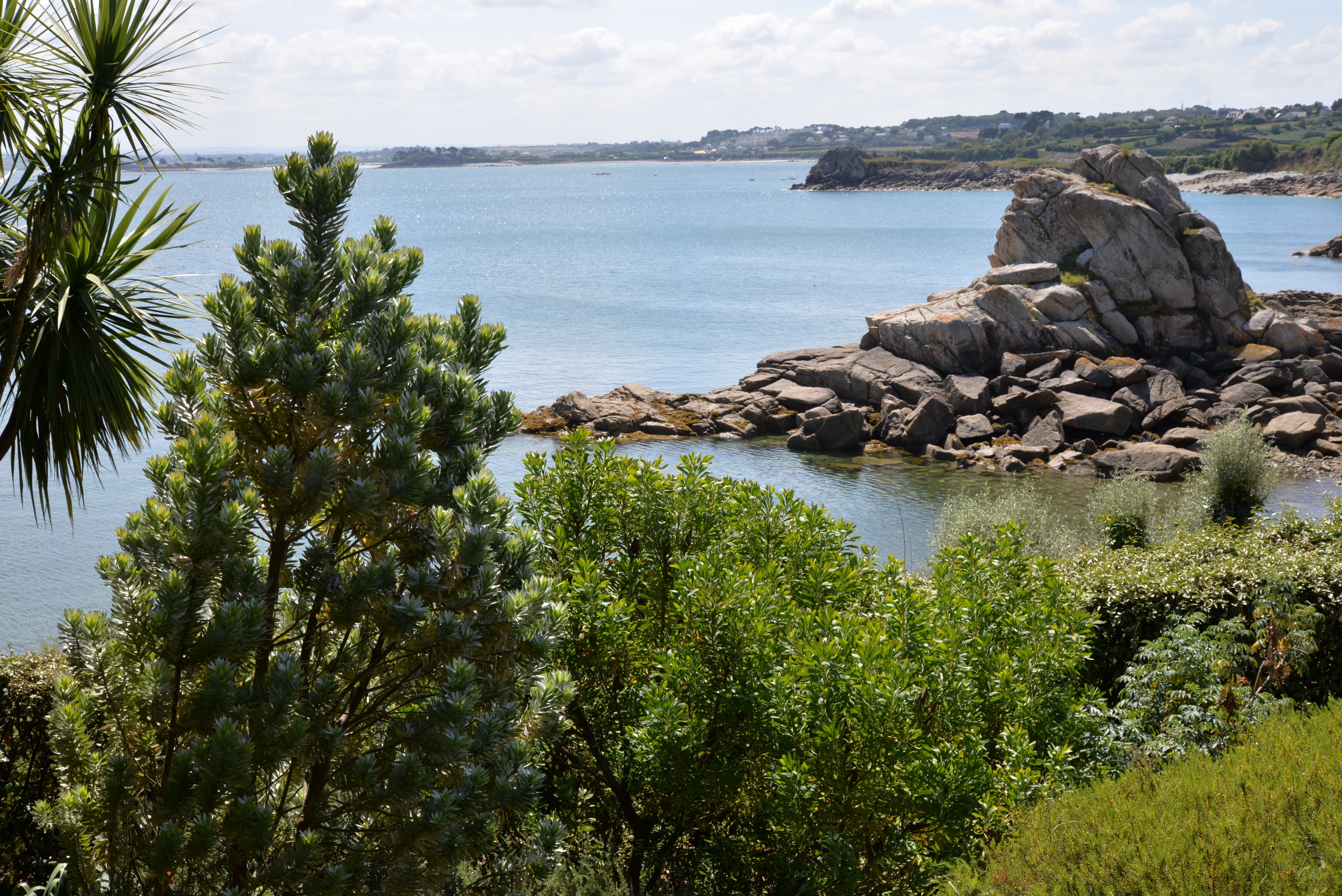
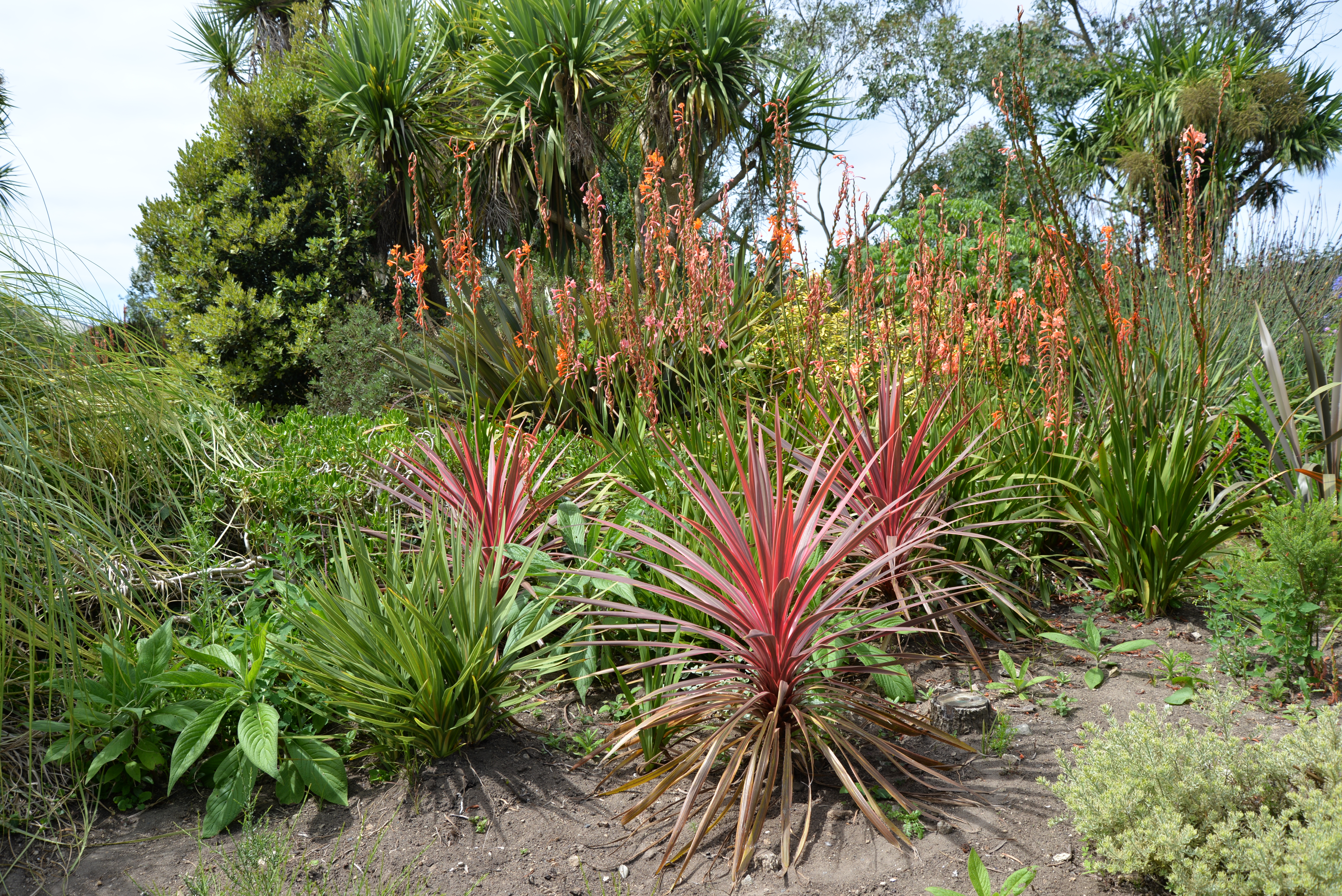
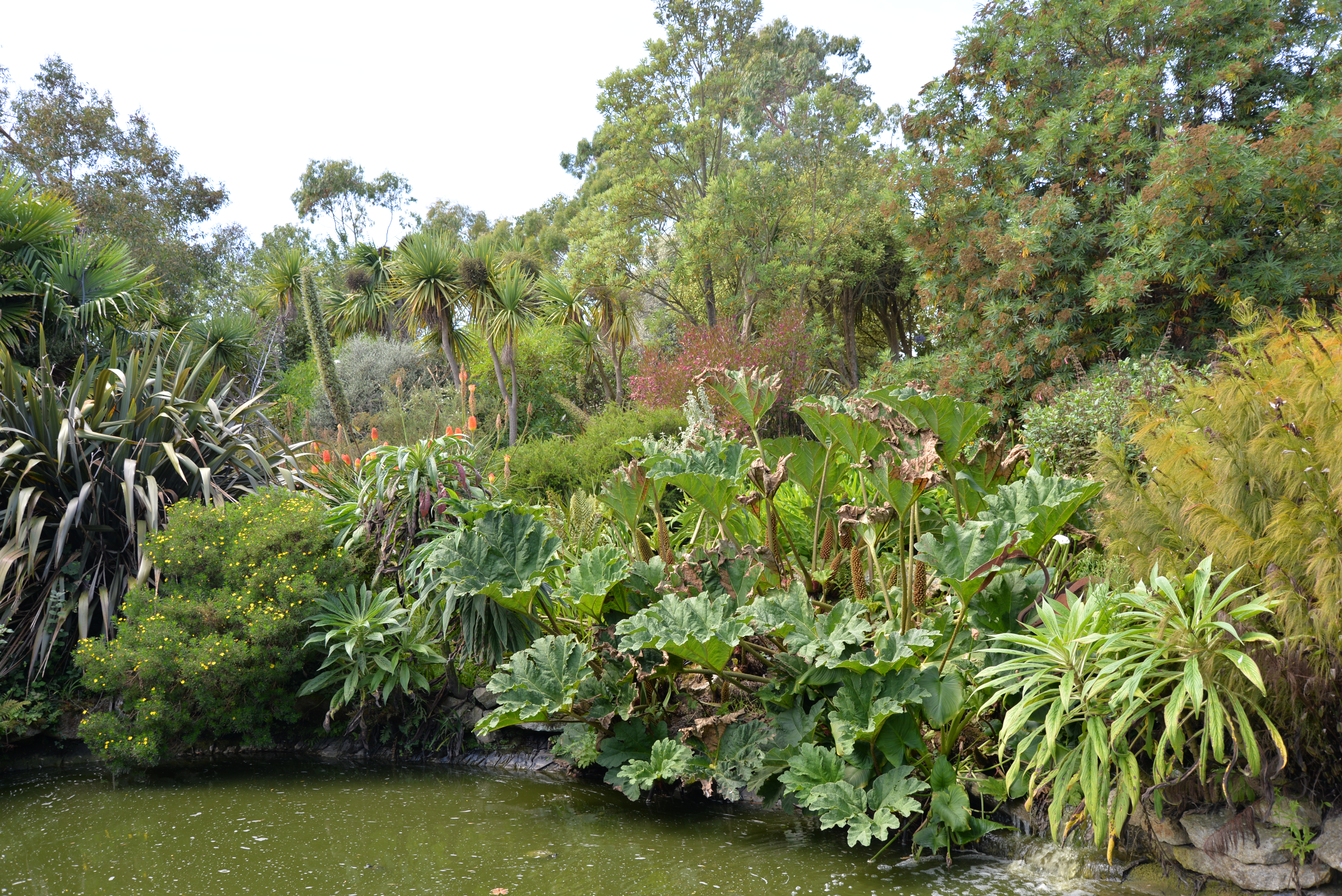
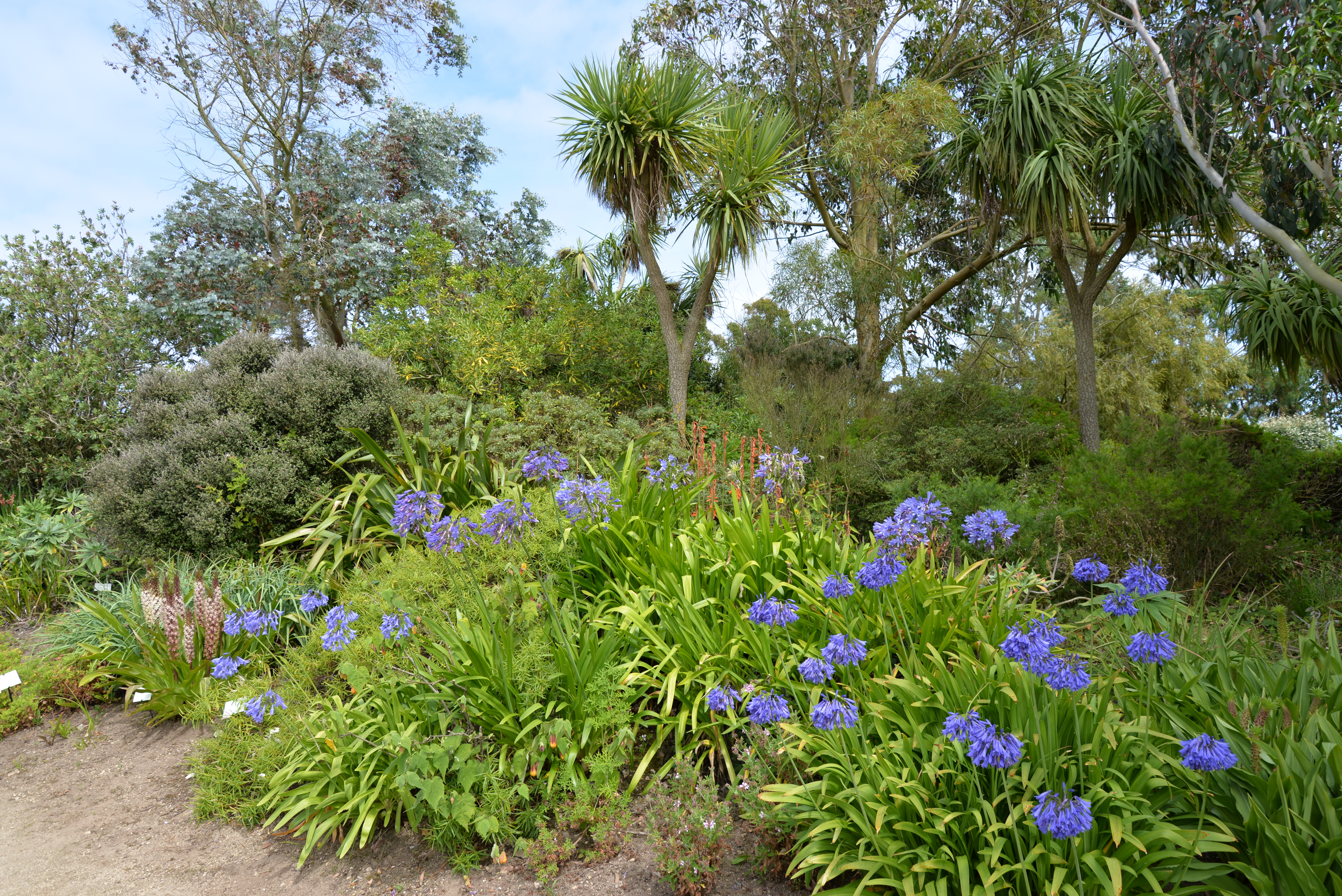
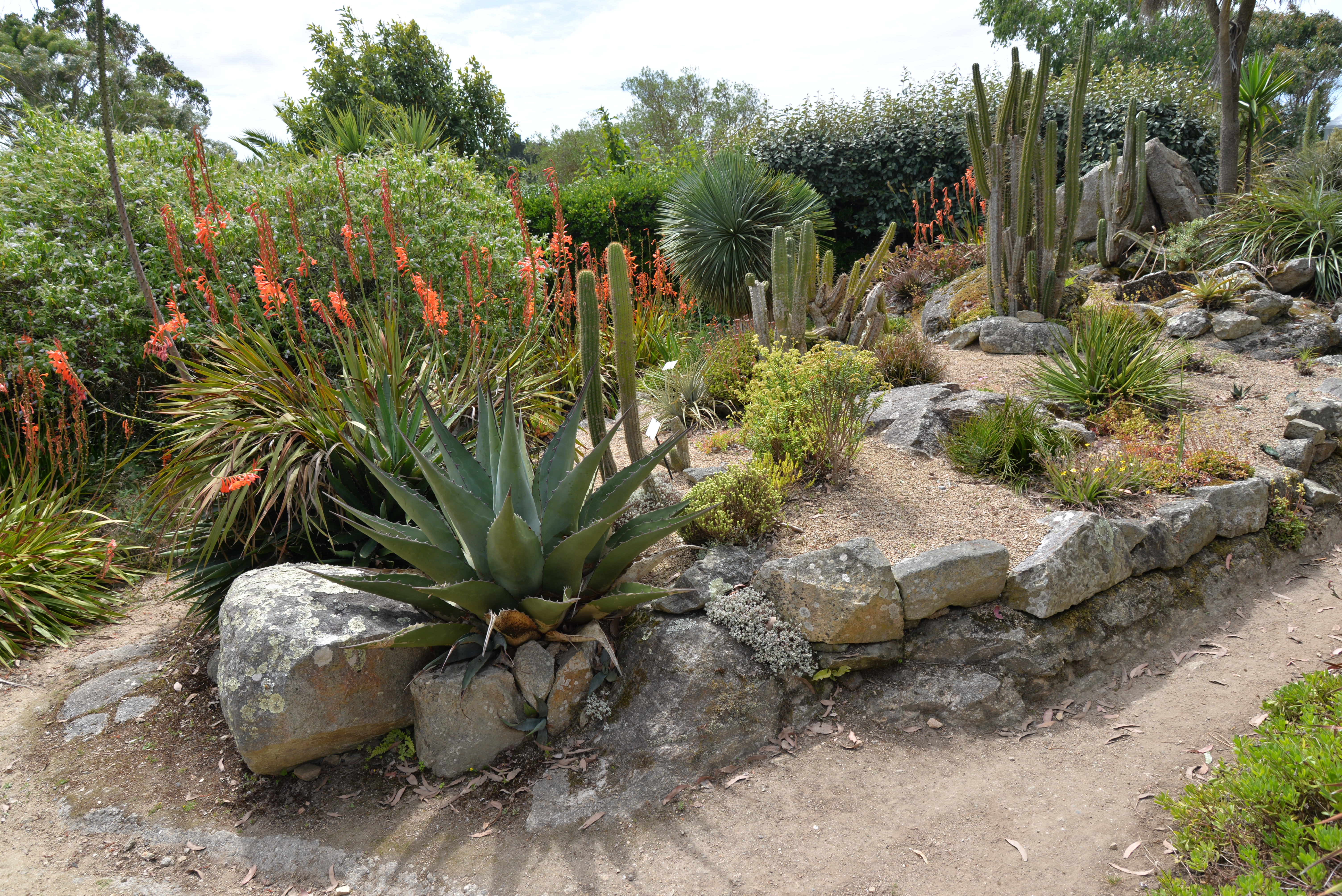
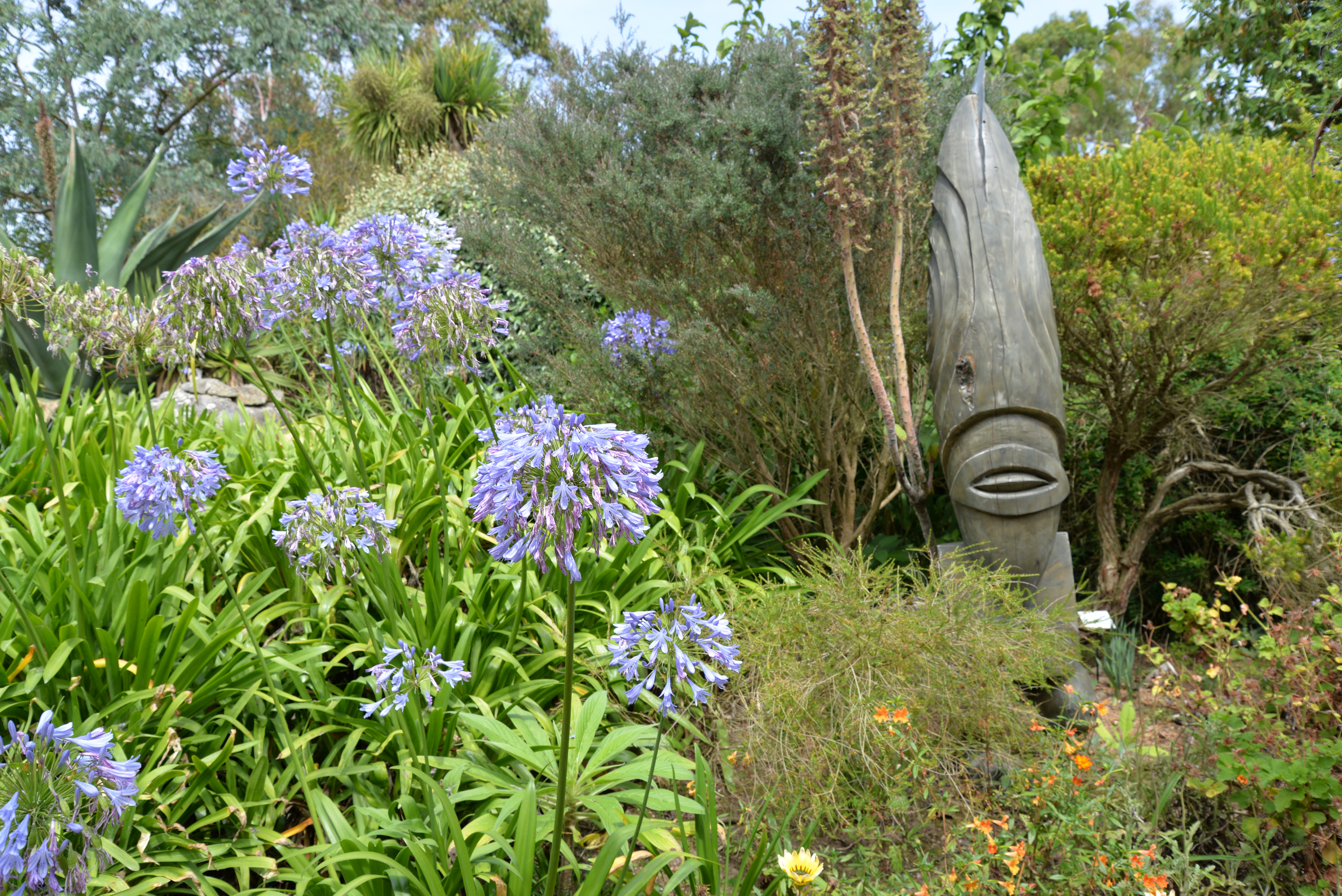
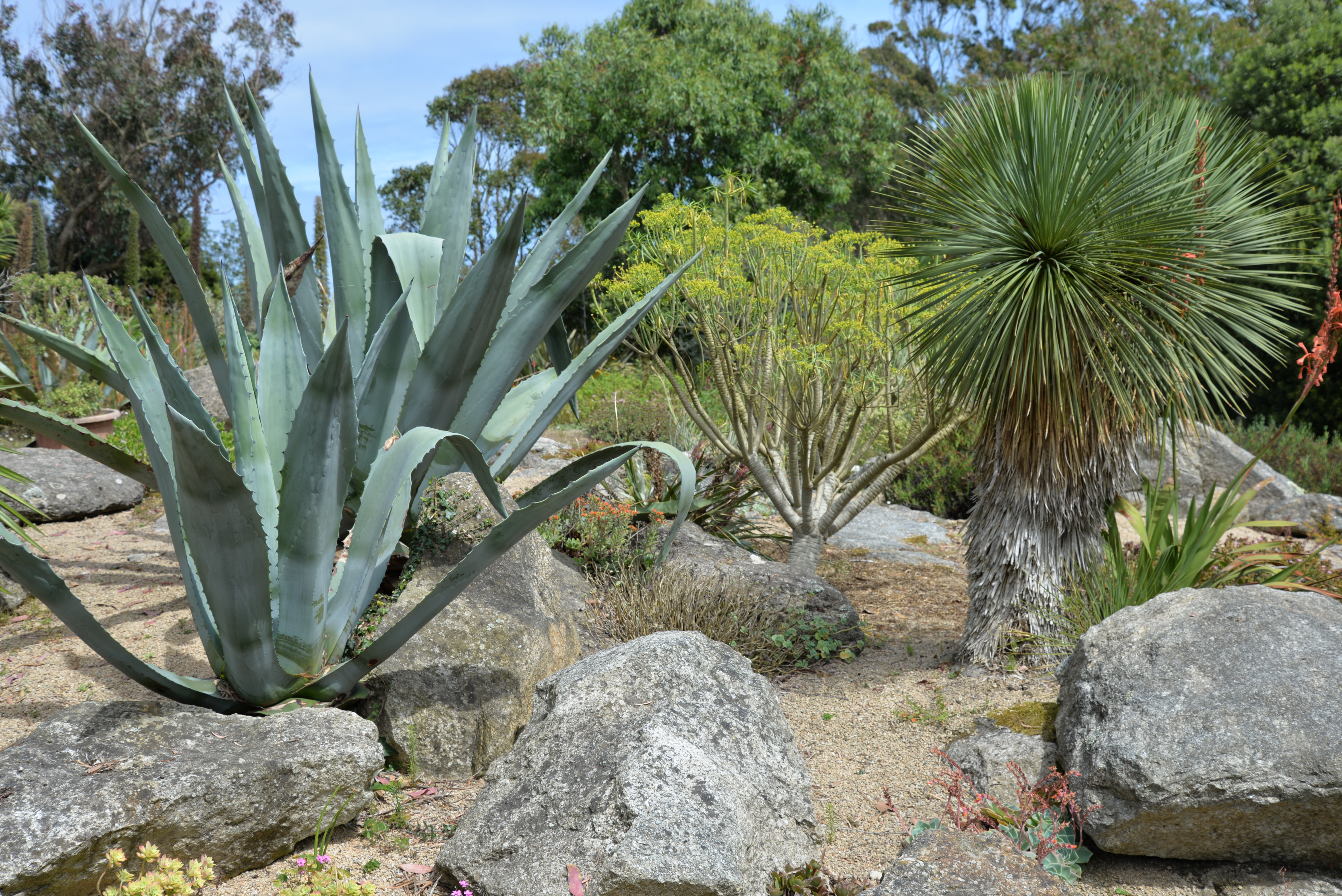
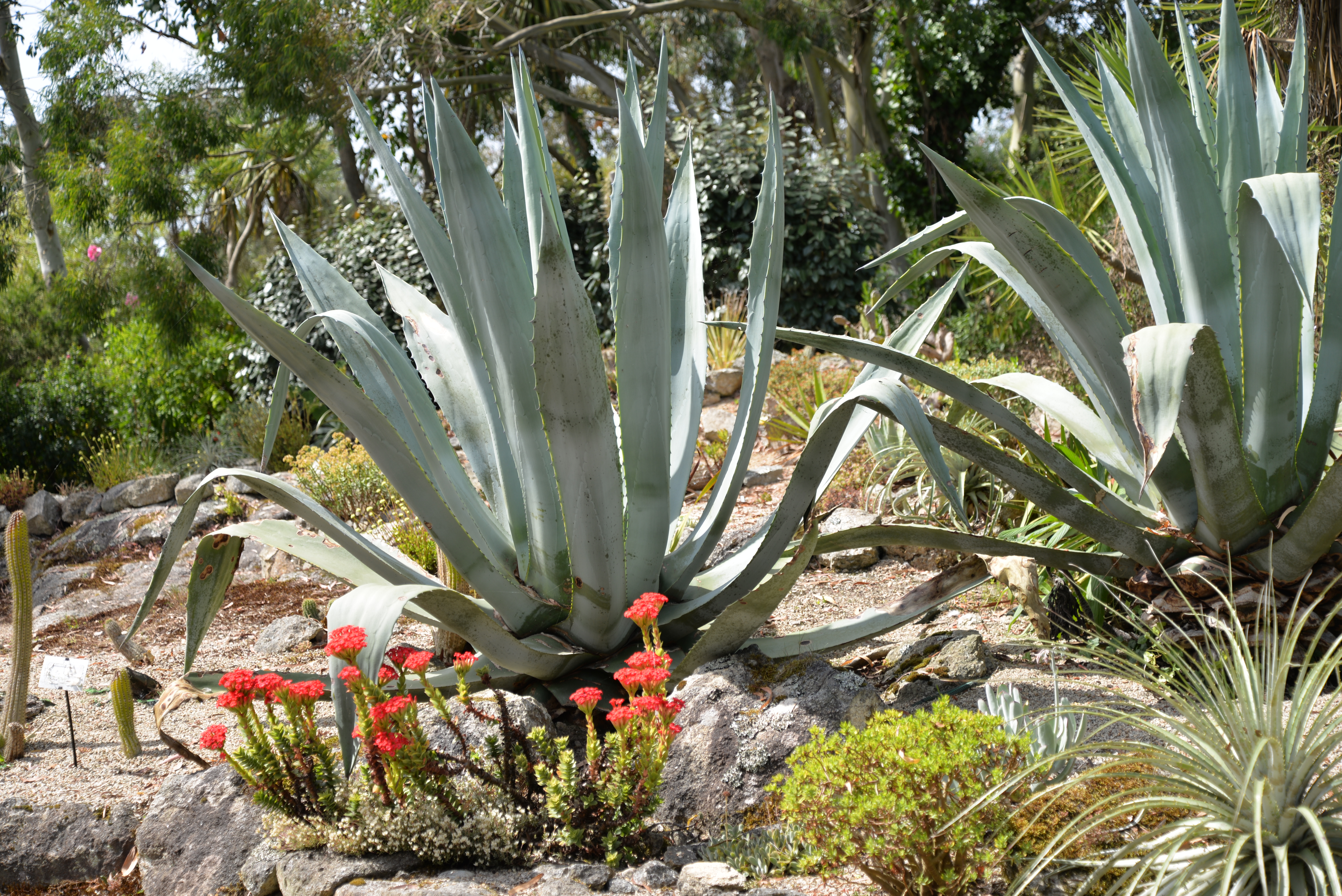
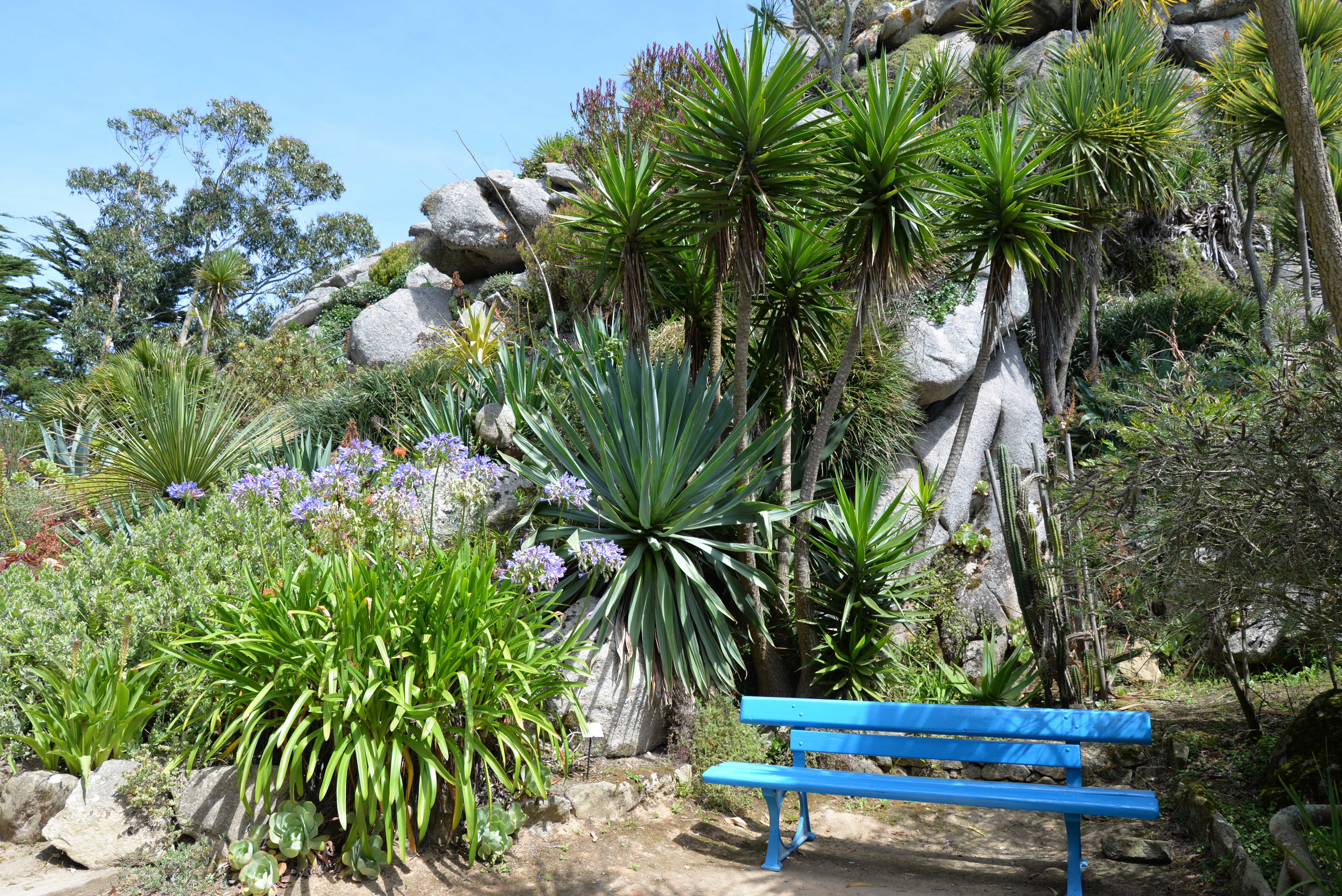